# Мениль-ла-Тур
Мени́ль-ла-Тур (фр. Ménil-la-Tour) — коммуна во французском департаменте Мёрт и Мозель региона Лотарингия. Относится к  кантону Туль-Нор.	

## География
Мениль-ла-Тур расположен в 50 км к юго-западу от Меца и в 25 км к западу от Нанси. Соседние коммуны: Руайоме на севере, Манонкур-ан-Вуавр на северо-востоке,  Андийи и Авренвиль на востоке, Франшвиль на юго-востоке, Буврон на юге, Ланье на юго-западе, Санзе на западе.
Коммуна находится к востоку от массива лесов Королевы.

## История
- В XVI—XVII веках Мениль-ла-Тур — сеньорат баронов де Виньёль, потомков сеньоров де Пуйи и де Горси.

## Демография
Население коммуны на 2010 год составляло 313 человек.
| 1962 | 1968 | 1975 | 1982 | 1990 | 1999 | 2010 |
| ---- | ---- | ---- | ---- | ---- | ---- | ---- |
| 175  | 165  | 166  | 204  | 272  | 300  | 313  |

## Достопримечательности
- Развалины замка баронов де Виньёль.